# Aphthona erichsoni
Aphthona erichsoni es un coleóptero de la familia Chrysomelidae. Fue descrita científicamente por primera vez en 1838 por Zetterstedt.